# Condado de Gentry
El condado de Gentry (en inglés: Gentry County), fundado en 1845, es uno de 114 condados del estado estadounidense de Misuri. En el año 2000, el condado tenía una población de 6,861 habitantes y una densidad poblacional de 5 personas por km². La sede del condado es Albany. El condado recibe su nombre en honor al coronel de las Guerras Seminolas Richard Gentry que murió en 1837.

## Geografía
Según la Oficina del Censo, el condado tiene un área total de 1274 km² (491,9 mi²), de la cual 1273 km² (491,5 mi²) es tierra y 1 km² (0,4 mi²) (0.06%) es agua.

### Condados adyacentes
- Condado de Worth (norte)
- Condado de Harrison (este)
- Condado de Daviess (sureste)
- Condado de DeKalb (sur)
- Condado de Andrew (suroeste)
- Condado de Nodaway (oeste)

## Demografía
Según la Oficina del Censo en 2000, los ingresos medios por hogar en el condado eran de $28,750, y los ingresos medios por familia eran $35,933. Los hombres tenían unos ingresos medios de $26,365 frente a los $19,802 para las mujeres. La renta per cápita para el condado era de $15,879. Alrededor del 12.00% de la población estaban por debajo del umbral de pobreza.

## Transporte

### Carreteras principales
- U.S. Route 136
- U.S. Route 169
- Ruta de Misuri 85

## Localidades
| - Albany - Darlington | - Gentry - King City | - McFall - Stanberry |  |